# Angyalföld
Angyalföld ([ˈɒɲɟɒlføld]) est un quartier de Budapest, situé dans le 13e arrondissement.

## Périmètre
Selon l'arrêté du 12 décembre 2012 (94/2012. (XII. 27.), annexe 31) de l'assemblée métropolitaine de Budapest, le périmètre du quartier est le suivant : Danube jusqu'à la ligne ferroviaire de Budapest à Esztergom-Újpalotai út-Dugonics utca-Madridi utca-Szent László út-Kámfor utca-Tatai utca-Szegedi út-Dévényi utca-Vágány utca-Ligne ferroviaire de Budapest à Szob jusqu'au tunnel ferroviaire de Bulcsú utca-Bulcsú utca-Lehel utca-partie est et ouest de Lehel tér-Váci út-Meder utca-Ligne ferroviaire de Budapest à Esztergom jusqu'au Danube.

## Personnalités liées au quartier
- Gyorgy Cziffra
- Lajos Kassák
- László Papp